# 上村琉乃介
上村 琉乃介（かみむら りゅうのすけ、2001年4月19日 - ）は、日本の男子バレーボール選手である。

## 来歴
長野県伊那市出身。
2017年、日本航空高等学校に進学。全日本高等学校選手権大会（春高バレー）に3回出場した。
2020年、東京学芸大学に進学。2023-24シーズン、V.LEAGUE DIVISION1 MEN（V1男子）に所属する日本製鉄堺ブレイザーズの内定選手となった。内定選手としてV1男子の試合に出場し、Vリーグデビューを果たした。

## 所属チーム
- 日本航空高等学校（2017-2020年）
- 東京学芸大学（2020-2024年）
- 日本製鉄堺ブレイザーズ（2024年-）